# 你的样子 (周深歌曲)
《你的样子》是周深为电影《我们的样子像极了爱情》演唱的主题曲。2022年7月21日作为数字单曲发布，后收录于录音室专辑《我们的样子像极了爱情 电影原声带》。此曲获得华语音乐排行榜内地榜周榜冠军，央广全球华语音乐流行榜周榜冠军，以及亚洲新歌榜和酷我音乐六个榜单的日榜冠军。此曲是腾讯音乐由你榜2022年度电影OST TOP5。

## 背景和风格
《我们的样子像极了爱情》是中国大陆2022年一部于七夕上映的爱情电影，周深演唱的歌曲《你的样子》是其主题曲，于2022年7月21日在音乐平台作为单曲发布，同时发布的还有包含剧情片段的歌曲MV。2022年9月26日收录于《我们的样子像极了爱情 电影原声带》专辑。
周深认为《你的样子》是一首感情丰富且细腻的歌曲，“整首歌的基调也是在淡淡的忧伤中包含着对过去美好的怀恋和对未来的祝福”。
CCTV-6在《中国电影报道》中评论“周深温柔而富有故事感的声音，的确与爱情片适配度满分”。
周深演唱了电影《我们的样子像极了爱情》中全部三首歌曲加一段哼唱，并在其中客串了一位明星歌手“周深”，但性格与本人不同，这是周深首次参演电影。这部电影的监制加编剧刘同是周深2014年参加《中國好聲音》（第三季）出道时候第一个在社交平台上公开支持他的大V。

## 创作者
以下内容整理自QQ音乐：
- 演唱：周深
- 作词：刘同
- 作曲：杨炅翰
- 编曲：胡皓@光合声动
- 制作人：杨炅翰
- 弦乐编写：胡皓@光合声动
- 弦乐：国际首席爱乐乐团
- 弦乐监制：李朋
- 富鲁格号：王与兵
- 钢琴：胡皓@光合声动
- 钢弦吉他：张兆阳@光合声动
- 尼龙吉他：崔博闻@光合声动
- 弦乐录音：王小四
- 弦乐录音室：金田录音棚
- 富鲁格号录音：董沅奇@光合声动
- 富鲁格号录音室：山丘帕克
- 人声录音师：马一宁
- 人声录音室：ShowMusic
- 配唱制作人：杨炅翰/徐威@52Hz Studio (Shanghai)
- 混音/母带：宋予宾@引力波音乐录音棚
- 音乐统筹：周芸
- 音乐版权运营：唐博/李一凡@光合世纪
- OP/SP：天津光合世纪文化有限公司
- 特别鸣谢：周深工作室

## 排行榜
以下内容未单独列出来源的均来自周深_村头大喇叭记录的音乐平台APP截屏。

| 排行榜（2022年）           | 峰值 |
| -------------------------- | ---- |
| 中国（亚洲新歌榜内地榜）   | 1    |
| 中国（酷我音乐新歌榜）     | 1    |
| 中国（酷我音乐华语榜）     | 1    |
| 中国（酷我音乐华语新歌榜） | 1    |
| 中国（酷我音乐影视金曲榜） | 1    |
| 中国（酷我音乐电影歌曲榜） | 1    |
| 中国（酷我音乐流行趋势榜） | 2    |
| 中国（酷狗音乐飙升榜）     | 5    |
| 中国（酷狗音乐内地榜）     | 6    |
| 中国（酷我音乐热评榜）     | 10   |

| 排行榜（2022年）                             | 峰值 |
| -------------------------------------------- | ---- |
| 中国（华语音乐排行榜内地榜）                 | 1    |
| 中国（央广全球华语音乐流行榜）               | 1    |
| 中国（亚洲新歌榜内地榜）                     | 2    |
| 中国（安徽音乐广播音乐昆昆说）               | 3    |
| 中国（QQ音乐影视金曲榜）                     | 5    |
| 中国（浙江广电集团中国新歌榜）               | 5    |
| 中国（腾讯音乐由你榜）                       | 6    |
| 中国（全球华语广播歌曲排行榜-OST原声歌曲榜） | 10   |

| 排行榜（2022年）         | 峰值 |
| ------------------------ | ---- |
| 中国（亚洲新歌榜内地榜） | 6    |

| 年榜（2022年）      | 峰值 |
| ------------------- | ---- |
| 中国（Asia Pop 40） | 90   |

## 奖项
| 年份 | 颁奖机构                   | 奖项                         | 结果 |
| ---- | -------------------------- | ---------------------------- | ---- |
| 2023 | 腾讯音乐由你榜2022年度榜单 | 年度电影OST TOP5《你的样子》 | 獲獎 |